# スーパータイムEBC600
『スーパータイムEBC600』（スーパータイム イービーシーろくまるまる）は、1984年10月1日から1990年3月31日まで愛媛放送で夕方に放送されていた愛媛県向けのローカルワイドニュース番組（『FNNスーパータイム』の愛媛県ローカル扱い）。

## 概要
本番組が放送していたスポーツコーナーは、系列他局で放送されるローカルニュースと同様に東京からのネット受けだったが、番組はそれを独自に「わくわくスポーツ」と呼称。同コーナーには、東京の映像に切り替わる前に愛媛県内の小学生のスポーツクラブなどの活動の模様を収めたVTRが挿入されていた（小学生たちが登場し、全員でカメラに向かって「続いて『わくわくスポーツ』をどうぞ!」と叫んだ所で東京の映像に切り替えていた）。
1985年10月からは、季節の映像と音楽に載せて俳句を紹介する『きょうの俳句』のコーナーがスタート。後番組でも引き継がれ、現行の『EBC Live News』でも放送終了前に放送している長寿コーナーとなった。
また、本番組のスーパータイムロゴはテレビ愛媛独自のものを流用しており、色は青や金ではなく赤で小さめに、600ロゴはオレンジで大きめに出ていた。
番組開始当時CXの『スーパータイム』と同じタイトルを使用したローカルニュースは、他に鹿児島テレビ放送（『KTSスーパータイム NEWS&SPORTS』）、テレビ西日本（『TNCスーパータイム NEWS&SPORTS』）、テレビ静岡（『テレビ静岡スーパータイム』）と合わせて4局しかなかった。

## ニュースキャスター

### 平日
- 土居宏親
- 曽根美由紀

### 土曜日
- 山田幸子

## 放送時間
いずれもJST。

### 平日版
- 月曜日 - 金曜日 18:00 - 18:55（1984年10月1日 - 1990年3月30日）

### 天気予報
- 月曜日 - 金曜日 18:55 - 19:00

### 土曜版
- 土曜日 18:00 - 18:25（1985年4月6日 - 1990年3月31日）

### 天気予報
- 土曜日 18:25 - 18:30

## 備考
- エンディングタイトルはブルーバックで『スーパータイム600』と表記され、新聞のテレビ番組欄にもこのように表記されていた。
- 天気予報は平日版も土曜版も別番組扱いとし、本番組の終了から5分間（18:55 - 19:00（土曜のみ18:25 - 18:30））放送されていた。

| テレビ愛媛（FNN） 平日夕方のEBCニュース                              | テレビ愛媛（FNN） 平日夕方のEBCニュース | テレビ愛媛（FNN） 平日夕方のEBCニュース |
| 前番組                                                               | 番組名                                  | 次番組                                  |
| -------------------------------------------------------------------- | --------------------------------------- | --------------------------------------- |
| FNNニュースレポート6:00 ※18:00 - 18:30EBCニュース6:30 ※18:30 - 18:55 | スーパータイムEBC600                    | EBCスーパータイム                       |
| テレビ愛媛 (FNN) 土曜日夕方のEBCニュース                             |                                         |                                         |
| FNNニュースレポート5:30 （愛媛ローカルパート）                       | スーパータイムEBC600                    | EBCスーパータイム                       |